# Yves Ryan
Pour les articles homonymes, voir Ryan.
Yves Ryan, né le 28 février 1928 à Montréal et mort le 2 février 2014 dans la même ville, est un homme politique canadien.
Journaliste et rédacteur en chef, il fonde le Guide de Montréal-Nord, un média local, qu'il dirige de 1957 à 1963.
Fondateur du parti politique Le Renouveau municipal, il est le maire de la ville de Montréal-Nord du 4 novembre 1963 jusqu'au 31 décembre 2001, date de l'incorporation de la ville dans Montréal comme arrondissement. Il est élu dix fois, dont six par acclamation. Il est président de l'Union des municipalités du Québec de 1968 à 1969. La marque de commerce de son administration est la frugalité, ce qui permet à la municipalité de conserver des taux d'endettement bas.
En 1968, il tente de se présenter comme candidat progressiste-conservateur dans la circonscription fédérale de Bourassa. Il est cependant défait par le libéral Jacques Trudel.
Il est récipiendaire, en 2002, de la Médaille de l'Assemblée nationale.
Il est le frère de Claude Ryan, ministre sous Robert Bourassa et chef du Parti libéral du Québec.